# Агапьева, Наталия Николаевна
Наталия Николаевна Агапьева (22 августа [3 сентября] 1883, Тифлис ― 25 декабря 1956 года, Москва) ― русская художница, график, акварелист, исполнительница монументальных росписей, сценограф.

## Биография
Родилась в семье учителя греческого языка Николая Фёдоровича Агапьева, близкого знакомого А. П. Чехова.
Окончила Тифлисское художественное училище (1904—1906), где училась у О. И. Шмерлинга и Н. И. Кандаурова. В 1907 году в Москве занималась в «Студии Константина Юона» у К. Ф. Юона и И. О. Дудина, в Классах Н. П. Ульянова, Школе И. И. Машкова. В 1907—1911 годах училась в Московском училище живописи, ваяния и зодчества у А. Е. Архипова, Н. А. Касаткина и Л. О. Пастернака.
В 1911 году путешествовала по Германии.
Участник выставок с 1907 года. Член-учредитель общества художников «Московский салон» (1910—1917), член творческого объединения «Жар-Цвет» (1925—1926, 1928).
Участница обществ:
- Жар-Цвет
- Московский салон
- Общество имени Леонардо да Винчи
- Союз русских художников (СРХ)
- Искусство ― социалистическому строительству (ИССТР)

В 1918 году принимала участие в художественном оформлении революционных празднеств вместе с мужем, художником Иваном Ивановичем Захаровым.
В годы гражданской войны Н. Агапьева выполняла заказы по снабжению фронтов плакатами, лозунгами, трафаретами, принимала деятельное участие в организации «Московского государственного хранилища произведений искусства».
Представляла свои произведения на 1-й и 2-й выставках картин профессионального союза художников (обе — 1918), выставке картин, скульптуры и художественной индустрии в Рязани (1918), 1-й выставке московского хранилища произведений современного искусства (1919), 20-й выставке Отдела ИЗО Наркомпроса (1920—1921), 1-й государственной передвижной выставке картин (Москва — Саратов — Сталинград — Казань — Нижний Новгород, 1925), выставках «Русский рисунок за 10 лет Октябрьской революции» (1927), «Советский рисунок» в Куйбышеве (1929), выставке рисунков в Перми (1930), выставке объединения «Искусство — социалистическому строительству» в Москве (1932) и др.
Картины Н. Агапьевой находятся во многих музеях, в том числе в Третьяковской галерее.
Брат ― Борис Николаевич Агапьев, врач-хирург, до революции главный врач Железнодорожной больницы Асхабада, после 1918 года жил в Персии, затем в Бельгии.
Прах Наталии Николаевны захоронен на Новодевичьем кладбище (Старая территория, колумбарий, секция 114).

## Творчество
В 1918 году Н. Агапьева со своим мужем, художником Иваном Ивановичем Захаровым (1885—1969), принимала активное участие в декоративном оформлении Москвы к празднованию первой годовщины Октябрьской революции. Это были роспись огромного панно, украшавшего здание гостиницы «Метрополь», оформление киосков, эскизы костюмов к народному карнавалу.
Участница большинства выставок 1920—1940-х гг., Н. Агапьева выполнила много интересных портретов писателей, учёных, военных командиров; оставила серию рисунков, посвящённых детям, портреты Л. Н. Толстого, А. П. Чехова, В. О. Ключевского, О. С. Чернышевской, эскизы к картине «Карл Маркс с семьёй». Интересны её портреты советских государственных деятелей ― К. Е. Ворошилова, С. Орджоникидзе, М. И. Калинина. Скромные, без эффектов портреты раскрывают разные характеры искренне и просто. Чёткий рисунок карандашом смягчают нежные переливы акварели, то совсем прозрачной, то густой и плотной. Сохранилось около 500 рисунков.
Последняя выставка Н. Агапьевой, уже после её кончины, состоялась в декабре 1970 года в Центральном Доме литераторов. Известный историк искусства А. А. Сидоров сказал на открытии: «Камерная художница… но ей было дано в течение её скромной жизни создать ряд произведений несомненной красоты и содержательной правды».
В архивах сохранились письма к Н. Агапьевой Ю. А. Завадского, В. Д. Поленова и других известных деятелей культуры.